# Fred (football, 1993)
Pour les articles homonymes, voir Fred.
Frederico Rodrigues de Paula Santos, ou plus simplement Fred, né le 5 mars 1993 à Belo Horizonte, est un footballeur international brésilien. Il joue au poste de milieu de terrain à Fenerbahçe SK.

## Biographie

### SC Internacional
En 2012 il rejoint le groupe pro du SC Internacional, il jouera 55 match pour un total de 8 buts.

### Chakhtar Donetsk
Le 26 juin 2013, Fred signe au Chakhtar Donetsk pour un montant de 15 millions d'euros. Lors de son premier match officiel, il marque deux buts permettant ainsi à son équipe de gagner la Supercoupe d'Ukraine contre le Tchernomorets Odessa par 3 buts à 1.
En 2014 après de très bonnes prestations en club il est sélectionné pour faire partie de l'équipe nationale brésilienne pour la première fois.

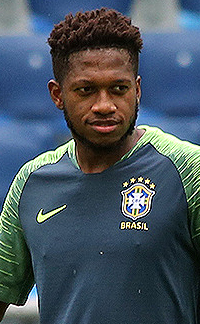
Fred sous le maillot du Brésil en 2018

Très régulier et intéressant, que ce soit offensivement ou défensivement, il est l'un des joueurs phare du championnat et commence à intéresser plusieurs formations de 
haut standing tel que les deux clubs de Manchester.
Début février 2018, Fred fait l'objet de rumeurs de transfert en direction du club anglais de Manchester City.

### Manchester United
Le 5 juin 2018, Manchester United signe un accord avec le Chakhtar Donetsk pour le transfert de Fred vers le club anglais pour environ 50 millions d'euros et un contrat de cinq ans.
Après une saison 2018-2019 dont il sera derrière les quatuors Pogba, Matić, Mata et Lingard. C'est à partir de la saison suivante qui sera en duo avec Scott McTominay jusqu'à la saison 2022-2023 ou pour renforcer le milieu des mancunien sa sera avec son compatriote Brésilien Casemiro. Le 24 décembre 2022 l'option de prolongation d'un an est activé ce qui fait que Fred est sous contrat jusqu'en 2024.

### Fenerbahçe
Le 11 juin 2023, Manchester United annonce qu'un accord a été trouvé entre le club anglais et les turcs de Fenerbahçe SK en attente de la visite médicale et de la signature du contrat de Fred.

### Carrière internationale
Fred honora sa première sélection le 12 novembre 2014 lors d'une rencontre amicale contre la Turquie soldée par une victoire 4-0. 
Il disputa sa première compétition internationale lors de la Copa América 2015 où les Brésiliens sortiront en quarts de finale contre le Paraguay. Suspendu pour dopage, il ne peut pas disputer la Copa América 2016. 
Deux ans plus tard, il est sélectionné pour disputer la Coupe du monde 2018 où le Brésil s'inclinera en quarts de finale contre la Belgique. Il de nouveau sélectionné lors de la Copa América 2021, où le Brésil n'aura pas la même réussite puisqu'il s'inclinera en finale contre l'Argentine.
Le 7 novembre 2022, il est sélectionné par Tite pour participer à la Coupe du monde 2022.

## Statistiques

### Détaillées
| Saison                | Club                  | Championnat           | Championnat | Championnat | Championnat | Coupe(s) nationale(s) | Coupe(s) nationale(s) | Coupe(s) nationale(s) | Supercoupe | Supercoupe | Supercoupe | Compétition(s) continentale(s) | Compétition(s) continentale(s) | Compétition(s) continentale(s) | Compétition(s) continentale(s) | Ligue Régionale | Ligue Régionale | Ligue Régionale | Total | Total | Total |
| Saison                | Club                  | Division              | M.          | B.          | P.d.        | M.                    | B.                    | P.d.                  | M.         | B.         | P.d.       | Comp.                          | M.                             | B.                             | P.d.                           | M.              | B.              | P.d.            | M.    | B.    | P.d.  |
| 2012                  | SC Internacional      | Série A               | 28          | 6           | 5           | -                     | -                     | -                     | -          | -          | -          | -                              | -                              | -                              | -                              | 5               | 0               | 1               | 33    | 6     | 6     |
| 2013                  | SC Internacional      | Série A               | 5           | 1           | 2           | 2                     | 0                     | 0                     | -          | -          | -          | -                              | -                              | -                              | -                              | 15              | 1               | 0               | 22    | 2     | 2     |
| Sous-total            | Sous-total            | Sous-total            | 33          | 7           | 7           | 2                     | 0                     | 0                     | -          | -          | -          | -                              | -                              | -                              | -                              | 20              | 1               | 1               | 55    | 8     | 8     |
| 2013-2014             | Chakhtar Donetsk      | Premier-Liga          | 23          | 2           | 4           | 3                     | 0                     | 0                     | 1          | 2          | 0          | C1+C3                          | 3+1                            | 0+0                            | 0+0                            | -               | -               | -               | 31    | 4     | 4     |
| 2014-2015             | Chakhtar Donetsk      | Premier-Liga          | 22          | 1           | 0           | 6                     | 0                     | 0                     | -          | -          | -          | C1                             | 7                              | 0                              | 0                              | -               | -               | -               | 35    | 1     | 0     |
| 2015-2016             | Chakhtar Donetsk      | Premier-Liga          | 12          | 2           | 0           | -                     | -                     | -                     | 1          | 0          | 0          | C1                             | 10                             | 0                              | 0                              | -               | -               | -               | 23    | 2     | 0     |
| 2016-2017             | Chakhtar Donetsk      | Premier-Liga          | 18          | 2           | 1           | -                     | -                     | -                     | 1          | 1          | 0          | C1+C3                          | 2+8                            | 0+1                            | 1+2                            | -               | -               | -               | 29    | 4     | 4     |
| 2017-2018             | Chakhtar Donetsk      | Premier-Liga          | 26          | 3           | 5           | 3                     | 0                     | 1                     | -          | -          | -          | C1                             | 8                              | 1                              | 1                              | -               | -               | -               | 37    | 4     | 7     |
| Sous-total            | Sous-total            | Sous-total            | 101         | 10          | 10          | 12                    | 0                     | 1                     | 3          | 3          | 0          | -                              | 39                             | 2                              | 4                              | -               | -               | -               | 155   | 15    | 15    |
| 2018-2019             | Manchester United     | Premier League        | 17          | 1           | 1           | 2                     | 0                     | 0                     | -          | -          | -          | C1                             | 6                              | 0                              | 0                              | -               | -               | -               | 25    | 1     | 1     |
| 2019-2020             | Manchester United     | Premier League        | 29          | 0           | 0           | 10                    | 0                     | 0                     | -          | -          | -          | C3                             | 9                              | 2                              | 4                              | -               | -               | -               | 48    | 2     | 4     |
| 2020-2021             | Manchester United     | Premier League        | 30          | 1           | 0           | 6                     | 0                     | 0                     | -          | -          | -          | C1+C3                          | 4+8                            | 0+0                            | 0+2                            | -               | -               | -               | 48    | 1     | 2     |
| 2021-2022             | Manchester United     | Premier League        | 28          | 4           | 5           | 2                     | 0                     | 1                     | -          | -          | -          | C1                             | 6                              | 0                              | 0                              | -               | -               | -               | 36    | 4     | 6     |
| 2022-2023             | Manchester United     | Premier League        | 35          | 2           | 2           | 12                    | 3                     | 3                     | -          | -          | -          | C3                             | 9                              | 1                              | 1                              | -               | -               | -               | 56    | 6     | 6     |
| Sous-total            | Sous-total            | Sous-total            | 139         | 8           | 8           | 32                    | 3                     | 4                     | -          | -          | -          | -                              | 42                             | 3                              | 7                              | -               | -               | -               | 213   | 14    | 19    |
| 2023-2024             | Fenerbahçe SK         | Süper Lig             | 25          | 3           | 4           | -                     | -                     | -                     | -          | -          | -          | C4                             | 10                             | 0                              | 5                              | -               | -               | -               | 35    | 3     | 9     |
| 2024-2025             | Fenerbahçe SK         | Süper Lig             | 31          | 5           | 4           | 2                     | 0                     | 1                     | -          | -          | -          | C1+C3                          | 2+11                           | 0                              | 0                              | -               | -               | -               | 46    | 5     | 5     |
| 2025-2026             | Fenerbahçe SK         | Süper Lig             | 1           | 0           | 0           | 0                     | 0                     | 0                     | -          | -          | -          | C1                             | 2                              | 1                              | 0                              | -               | -               | -               | 3     | 1     | 0     |
| Sous-total            | Sous-total            | Sous-total            | 57          | 8           | 8           | 2                     | 0                     | 1                     | -          | -          | -          | -                              | 24                             | 1                              | 5                              | -               | -               | -               | 83    | 9     | 14    |
| Total sur la carrière | Total sur la carrière | Total sur la carrière | 330         | 33          | 33          | 48                    | 3                     | 6                     | 3          | 3          | 0          | -                              | 105                            | 6                              | 16                             | 20              | 1               | 1               | 506   | 46    | 56    |

### En sélection
| Saison                | Sélection             | Phases finales        | Phases finales | Phases finales | Phases finales | Éliminatoires | Éliminatoires | Éliminatoires | Matchs amicaux | Matchs amicaux | Matchs amicaux | Total | Total | Total |
| Saison                | Sélection             | Compétition           | M              | B              | Pd             | M             | B             | Pd            | M              | B              | Pd             | M     | B     | Pd    |
| --------------------- | --------------------- | --------------------- | -------------- | -------------- | -------------- | ------------- | ------------- | ------------- | -------------- | -------------- | -------------- | ----- | ----- | ----- |
| 2014-2015             | Brésil                | Copa América 2015     | 2              | 0              | 0              | 0             | 0             | 0             | 4              | 0              | 0              | 6     | 0     | 0     |
| 2015-2016             | Brésil                | -                     | -              | -              | -              | 0             | 0             | 0             | 0              | 0              | 0              | 0     | 0     | 0     |
| 2016-2017             | Brésil                | -                     | -              | -              | -              | 0             | 0             | 0             | 0              | 0              | 0              | 0     | 0     | 0     |
| 2017-2018             | Brésil                | Coupe du monde 2018   | 0              | 0              | 0              | 0             | 0             | 0             | 2              | 0              | 0              | 2     | 0     | 0     |
| 2018-2019             | Brésil                | -                     | -              | -              | -              | 0             | 0             | 0             | 3              | 0              | 0              | 3     | 0     | 0     |
| 2019-2020             | Brésil                | -                     | -              | -              | -              | 0             | 0             | 0             | 0              | 0              | 0              | 0     | 0     | 0     |
| 2020-2021             | Brésil                | Copa América 2021     | 6              | 0              | 1              | 2             | 0             | 0             | 0              | 0              | 0              | 8     | 0     | 1     |
| 2021-2022             | Brésil                | -                     | -              | -              | -              | 6             | 0             | 1             | 2              | 0              | 1              | 8     | 0     | 2     |
| 2022-2023             | Brésil                | Coupe du monde 2022   | 4              | 0              | 0              | -             | -             | -             | 1              | 0              | 0              | 5     | 0     | 0     |
| Total sur la carrière | Total sur la carrière | Total sur la carrière | 12             | 0              | 1              | 8             | 0             | 1             | 12             | 0              | 1              | 32    | 0     | 3     |

Le tableau suivant liste les rencontres de l'équipe du Brésil dans lesquelles Fred a été sélectionné depuis le 12 novembre 2014 jusqu'à présent :

## Palmarès

### En club
| SC Internacional (2)                                                | Chakhtar Donetsk (8) | Manchester United (1) | Fenerbahçe SK                                      |
| ------------------------------------------------------------------- | --- | --- | -------------------------------------------------- |
| - Championnat du Rio Grande do Sul (2) : - Champion en 2012 et 2013 | - Championnat d'Ukraine (3) : - Champion en 2014, 2017 et 2018 - Vice-Champion en 2015 et 2016 - Coupe d'Ukraine (1) : - Vainqueur en 2018 - Finaliste en 2014 - Supercoupe d'Ukraine (2) : - Vainqueur en 2013 et 2015 - Finaliste en 2016 | - Championnat d'Angleterre : - Vice-Champion en 2021 - Coupe d'Angleterre : - Finaliste en 2023 - Coupe de la Ligue (1) : - Vainqueur en 2023 - Ligue Europa : - Finaliste en 2021 | - Championnat de Turquie : - Vice-Champion en 2024 |

### En sélection
| Brésil                             |
| ---------------------------------- |
| - Copa América - Finaliste en 2021 |

### Distinctions individuelles
Membre de l’équipe type de l’Europa League en 2019-2020